# 普利斯卡战役
普利斯卡戰役（Battle of Pliska），或瓦比特薩關戰役（保加利亞語：Битката при Върбишкия проход）是由拜占庭帝國皇帝尼基弗魯斯一世率領，集結全國兵力與保加利亞大公克魯姆率領的軍隊之間所爆發的一連串戰役。拜占庭軍於保加利亞首都普利斯卡搶掠縱火，令保加利亞軍有時間堵塞作為保加利亞出口的巴爾幹山脈。最後一場戰役於公元811年7月26日在巴爾幹山脈東部的某個關口（很可能是瓦比特薩關，Vărbitsa Pass）上進行。保加利亞軍以伏擊及乘夜突襲的策略有效圍困及制止拜占庭軍的行動，從而殲滅拜占庭全軍，包括皇帝尼基弗魯斯一世。於此戰役後，克魯姆命人以銀加工尼基弗魯斯一世的頭骨，以作酒杯使用，相信這是歷史紀錄上「骷髏杯」的其中一個最好例子。
普利斯卡戰役是拜占庭帝國歷史中輸得最慘烈的其中一仗。此戰儘管並未令保加利亞第一帝國勢力得以壯大，卻從此打斷了拜占庭的統治者派兵北伐巴爾幹半島各國進行戰略攻勢的念頭超過150年。

## 背景
自七世纪，拜占庭便受到保加利亚的侵略。拜占庭和保加利亚在边境长期交战。拜占庭帝国大多战败。
802年，尼斯弗鲁斯一世登基。811年，他率军攻打保加利亚，两战两捷。进军普里斯卡。

## 普里斯卡的陷落
7月23日，拜占庭军队攻陷普里斯卡城並殲滅其守軍。隨後开始洗劫普里斯卡，然后退回本土。
但是，保加利亚人已在他的必经之路设下埋伏。

## 战斗
7月25日，尼斯弗鲁斯的先锋发现，保加利亚人在路上设伏，并报告了尼斯弗鲁斯。尼斯弗鲁斯下令安营扎寨。
当晚，保加利亚军前来劫营。士气低落的拜占庭士兵很快便被击溃。尼斯弗鲁斯一世也阵亡了。拜占庭军队几乎全军覆没，仅有少数逃回亚德里亚堡。尼基弗鲁斯一世的儿子斯陶拉基奥斯身负重伤，与女婿、后来成为皇帝的米海尔·朗加比等人侥幸逃出。

## 战后
保加利亚人击败拜占庭帝国后由於損失慘重，只能继续向南做一些象徵性的进攻。至于拜占庭，皇位由尼斯弗鲁斯一世长子斯陶辣拉基奥斯继承。后来，保加利亚可汗克鲁姆都杀到了希腊，但無法取得決定性優勢。利奧五世在日後的戰爭擊敗保加利亞，並迫使對方簽訂和約。

## 資料來源
1. ↑  Scriptor Incertus, p.148-149
2. ↑  Ivanov, Ivo. . Bulgarian Soldier. June 2007, 6: Online Edition (in Bulgarian)  [2009-07-26]. （原始内容存档于2012-07-09）.
3. ↑  Military history of Bulgaria 的存檔，存档日期2007-06-02.